# Bailout
Bailout (též bail-out) je ekonomický pojem, kterým se označuje finanční pomoc či vnější záchrana před bankrotem.
Jde o pomoc subjektu, kterému hrozí úpadek či kolaps. Může jít o finanční instituce či státy. Poskytovat ji mohou mezinárodní instituce, státy, speciálně zřízené instituce s účastí státu, centrální banky či sami věřitelé. Finanční prostředky na pomoc pocházejí z veřejných zdrojů, náklady tak nese společnost, jde o tzv. socializaci nákladů. Důvodem poskytnutí může být obava, že úpadek daného subjektu (státu, finanční instituce) by mohl způsobit řádově větší škody než hodnota samotné pomoci. Finančním institucím (např. bankám) se poskytuje při jejich úvěrových ztrátách, zhoršení tržních podmínek či při náhlém odlivu vkladů (run na banku). Obvykle se podmiňuje provedením strukturálních změn či reforem, jejichž cílem je subjekt finančně ozdravit.
Výraz je námořního původu a popisuje akt odstranění vody kbelíkem z potápějícího se plavidla. Opakem je vnitřní záchrana (tzv. bail-in), kdy se držitelé dluhopisů a/nebo vkladatelé globálních systémově důležitých finančních institucí (G-SIFI) musí účastnit rekapitalizace, ale daňoví poplatníci ne. Některé vlády mají také pravomoc účastnit se insolvenčního procesu: vláda USA například zasáhla do záchrany společnosti General Motors v letech 2009-2013 . Bailout se může, ale nutně nemusí, vyhnout insolvenčním procesům.
Výraz se stal slovem roku 2008.

## Přehled
Bailout vzniká s vynaložením financí nového investora upadající firmě při nákupu. Nejčastěji je tento pojem užíván v situaci, kdy jsou vládní prostředky vynaloženy na podporu upadající firmy, obvykle pro předejití většímu problému nebo pro prevenci vlivu na ostatní ekonomické sféry. V případech mnoha států vláda přislíbila chránit proti krachu dopravní společnosti, které jsou zodpovědné za dovoz a vývoz produktů.

## Formy
Pomoc má několik forem. Rozděluje se podle toho, zda prostředky primárně slouží k podpoře likvidity (přímé půjčky, garance) či solventnosti (rekapitalizace, odkup aktiv). Poskytnutí více druhů bailoutů se nazývá sanací.

### Podpora likvidity
- Půjčky – nejde o příliš používanou formu pomoci. Centrální banky je využívají k poskytnutí úvěrů či u dané instituce uloží peněžní prostředky ve formě vkladů. Mezinárodní instituce poskytují úvěry státům, které tyto prostředky používají k poskytnutí neúvěrové pomoci (především rekapitalizací nebo odkupů aktiv).[6]
- Garance – instituce se zaručí například za nadlimitní primární vklady, mezibankovní vklady a především na přednostní krátkodobé a dlouhodobé dluhové instrumenty. Výhodou tohoto způsobu je rozpočtová neutralita při poskytnutí, avšak pomoc působí pouze na likviditu subjektu.[6]

### Podpora solventnosti
- Rekapitalizace – prostředky z veřejných rozpočtů jsou využity k navýšení regulatorního kapitálu finanční instituce. Cílem je podstatná změna v kapitálové struktuře společnosti, která má vést k její vyšší stabilitě.[6]
- Odkup aktiv – jde o návratné či nenávratné vyvedení znehodnocených aktiv z rozvahy finanční instituce pomocí převzetí, prodeje nebo výměny za likvidní finanční instrumenty. Cílem je vyčistit rozvahu dané finanční instituce, snížit rizikově vážená aktiva, zlepšit ukazatele kapitálové přiměřenosti a předejít dalším dopadům ztrát z vyvedených aktiv na kapitál instituce. Výkup provádí speciální instituce (často pomocí konceptu tzv. špatné banky, bad bank), kterou financuje stát či centrální banka.[6]

## Bailout versus Bail-in
Bail-in je opakem Bailout, protože nezávisí na externích stranách, zejména na vládní kapitálové podpoře. Termín bail-in označuje zásadu, že náklady na ozdravení bank by na prvním místě měli nést jejich akcionáři (formou odpisu vlastního jmění) a věřitelé (formou odpisu pohledávek a přeměny pohledávek na akcie). Teprve poté by měly být použity prostředky z veřejných zdrojů tzv. bail-out. Zapojování věřitelů do hrazení ztrát bank by současně mělo plně respektovat ochranu pojištěných vkladů. Zásada finanční svépomoci v tomto pojetí byla poprvé ve větším měřítku uplatněna při řešení kyperské dluhové krize v r. 2013.

### Teorie
Bail-in byl poprvé veřejně navržen Paulem Calello a Wilsonem Ervinem prostřednictvím magazínu Economist Op-Ed "Od Bail-outu k Bail-inu" v lednu 2010. Byl popsán jako nová alternativa mezi "záchranou daňových poplatníků a systémovým finančním kolapsem". Vizí byla vysokorychlostní rekapitalizace financována akcionáři a věřiteli. Nový kapitál by absorboval ztráty a poskytl podporu, čímž by se zabránilo náhlému zhroucení. Vedení by bylo propuštěno a akcionáři by byli vytlačeni, ale franšízy, zaměstnanci a základní služby by mohli dále fungovat za podpory nově přeměněného kapitálu.

Kvůli naléhavé potřebě lepšího nástroje k podpoře selhávajících bank v důsledku finanční krize, Banka Anglie (Bank of England), přibližně ve stejnou dobu, vyvíjela podobný systém. První oficiální diskuse o "bail-inu" proběhla v projevu Paula Tuckera, který předsedal Radě pro finanční stabilitu (FSB) a byl také náměstkem hejtmana pro finanční stabilitu v Bance Anglie. V březnu 2010 začal Tucker načrtávat vlastnosti nové "bail-in" záchranné strategie, která by dokázala překonat selhání velké banky:
"Poměrně odlišným a poněkud hlubším přístupem by bylo zavedení univerzální direktivy pro řešení krizí, což by umožnilo úřadům v krátkém čase snížit trvale částku dluhu u nezajištěných věřitelů."
Do října 2011 Rada FSB značně rozvinula tuto myšlenku a zveřejnila "Klíčové atributy efektivních řešení pro finanční instituce". Tento dokument stanovuje základní zásady, které mají být přijaty všemi zúčastněnými jurisdikcemi, včetně právní a provozní způsobilosti pro takový typ řešení (nyní nazýván "bail-in").
Rozsah plánovaného vzorce řešení nebyl omezen pouze na velké domácí banky. Kromě "systémově významných nebo kritických" finančních institucí se oblast působnosti vztahuje také na dvě další kategorie institucí: Globální SIFI (banky zřízené v zemi, která zavádí "bail-in") a "Infrastruktury finančního trhu (FMI)" jako zúčtovací sdružení. Zahrnutí FMI do potenciálních "bail-ins" je samo o sobě hlavní změnou. FSB vymezuje, aby tyto tržní infrastruktury zahrnovaly mnohostranné systémy zúčtování, vyrovnání a celou řadu výměnných a transakčních systémů, jako jsou platební systémy či centrální depozitáři cenných papírů. To by teoreticky mohlo mít dopad na nezajištěné věřitele, v případě, že finanční instituce nebo burza by byla předmětem systému "bail-in".
Mezinárodní prvky z usnesení globálně významných bankovních institucí (G-SIFI) byly v roce 2012 tématem společného dokumentu Federální rezervy a Banky Anglie.
Odstupující náměstek ředitele Banky Anglie Paul Tucker se v říjnu 2013 rozhodl zahájit svou akademickou kariéru na Harvardu svým projevem v Institutu mezinárodních financí ve Washingtonu, v němž argumentoval, že metoda "bail-in" se vylepšila a pokročila natolik, že v některých zemích, kde "bail-out" nebyl přímo požadován jej nahradilo "bail-in" řešení, zejména americké G-SIBs.
V podobném duchu v roce 2014 zpráva GAO stanovila, že "bail-out" je u největších bank (bank příliš velkých na to, aby zkrachovaly) do značné míry reformami vyloučen. Toto stanovení proběhlo na základě různých metod, zejména pomocí porovnání finančních nákladů největších bank s těmi menšími. Tento rozdíl, který byl v době krize velký, byl díky pokroku reformy snížen na zhruba nulový, ale GAO také varovalo, že by se tyto výsledky měly interpretovat s opatrností.
V rámci evropského sympozia finanční komunity EU o "budoucnosti bankovnictví v Evropě" (prosinec 2013), kde byl přítomen i irský ministr financí Michael Noonan, který v rámci tohoto bankovního svazu navrhl záchranný systém "bail-in". V roce 2014 zástupce ředitele BoE, Jon Cunliffe, ve svém projevu naznačil, že domácí banky jsou příliš velké na to, aby zkrachovaly a namísto procesu znárodnění (použitého na konci roku 2008 u bank HBOS či RBS) by se mělo odteď využívat právě "bail-in" systému.
V malých dánských institucích (jako je Amagerbanken) byl záchranný systém "bail-in" použit již v roce 2011. Každopádně, až do roku 2013, kdy se řešila záchrana hlavních bank Kypru, si tento záchranný systém "bail-in" nezískal nijak značnou globální pozornost. Restrukturalizace Coop op Banky ve Velké Británii (2013) byla popsána jako dobrovolná či sjednaná záchranná metoda "bail-in".

### Legislativní a výkonné úsilí
Ve Spojených státech upravuje bankovní postupy hlava I. a hlava II. zákona Dodd-Frank. Hlava I. odkazuje na upřednostňovanou cestu, což je vyřešení na základě konkurzního řízení s pomocí rozsáhlého předběžného plánování.
Hlava II. stanovuje dodatečné pravomoci, které mohou být použity v případě, že by bankrot měl "vážné a nepříznivé účinky na finanční stabilitu ve Spojených státech". Stejně jako hlava I., by i hlava II. přinutila akcionáře a věřitele, aby nesly ztráty za neúspěšné finanční společnosti, "odstraněním správy, která by byla zodpovědná za finanční situaci společnosti". Postupy také vytvářejí jisté záruky pro věřitele, například stanovením požadavku na výplatu žalobcům ve výši minimálně tak, jak by žalobci dostali v rámci konkurzní likvidace. Řízení také vytváří záruku pro věřitele, jako například stanovením požadavku, aby výplata žalobců byla alespoň taková, jakou by žalobci dostali v rámci konkurzní likvidace.
Federal Deposit Insurance Corporation (FDIC) upozornila na problém týkající se správy po vyřešení problému a sama navrhla, aby byl nový ředitel a správní rada jmenováni pod dohledem FDIC.
Vyplácí se v následujícím pořadí a jakýkoli deficit vůči vládě musí být kompenzován na základě posouzení finančního odvětví:
1. Administrativní náklady
2. Vláda
3. Mzdy, platy nebo provize zaměstnanců
4. Příspěvky pro zaměstnance
5. Jakákoli jiná obecná nebo prioritní odpovědnost společnosti
6. Jakýkoli podřízený závazek
7. Platy vedoucích pracovníků a ředitelů společnosti
8. Povinnosti vůči akcionářům, členům, generálním partnerům a jiným akcionářům

Několik strategií bylo prozkoumáno v rané fázi, aby se zjistilo, jak by se pravomoci hlavy I. a hlavy II. mohly nejlépe využít k vyřešení velkého bankrotu. Později se preferovaný přístup rozvinul do bail-in strategie, která je přímější, neboť nevyžaduje akvizici. Tento přístup byl vyvinut Federací komplexních finančních institucí FDIC pod vedením Jamese R. Wiganda.
Specifická strategie pro zavedení "bail-in" podle požadavků zákona Dodd Frank byla popsána jako "mechanismus jednotného vstupu". Inovativní strategie FDIC byla popsána guvernérem Federálního rezervního systému Jerome Powellem jako "sofistikovaná vychytávka která teoreticky umožnila něco, co se zdálo neuvěřitelně složité." Strategie vytvořila poměrně jednoduchou cestu, díky níž by mohl být "bail-in" zaveden v rámci zákona Dodd-Frank. Komplexní přehled této strategie je k dispozici ve zprávě centra Bipartisan Policy Center "Příliš velký na to, aby zkrachoval: Cesta k řešení".
Euroskupina navrhla dne 27. června 2013, že po roce 2018 by na prvním místě před držiteli dluhopisů a některými velkými vkladateli v převzetí ztrát za zaniklé banky měli být akcionáři. Pojištěné vklady pod £85,000 (€100,000) by byly osvobozeny od daně, a aby se zabránilo ztrátám, tak, krom výjimek, by se nezajištěné vklady fyzických osob a malých společností při "bail-in" upřednostňovaly. Tato dohoda formalizovala postup, který byl vidět dříve na Kypru. Podle návrhu by všichni nezajištění držitelé dluhopisů byli postiženi ztrátami ještě předtím, než by banka mohla získat kapitálové injekce přímo z Evropského stabilizačního mechanismu. Nástroj známý jako mechanismus jednotného řešení, který byl schválen členy Euroskupiny dne 20. března 2014, byl součástí úsilí EU, jak zabránit budoucím finančním krizím společnou odpovědností za banky v eurozóně, vystupující jako bankovní unie. V prvním kroku měla v listopadu 2014 Evropská centrální banka v plném rozsahu převzít dohled nad věřiteli měnového bloku s 18 členskými státy.

### Praxe
V malých dánských institucích (jako je Amagerbanken) byla již v roce 2011 použita forma záchrany "bail-in". V roce 2013 nizozemské orgány převedly v rámci soukromé rekapitalizace nižší dluh SNS REAAL.
Rozdíl mezi pojmem bail-out a bail-in byl poprvé zpozorován veřejností událostmi z kyperské finanční krize z roku 2012 – 2013. Dvě kyperské banky byly v průběhu roku 2011 (během řecké dluhové krize) vystaveny ztrátám na hodnotě akcií až o 50%, což vedlo k obavám o kolaps kyperských bank. Pověsti se nějakou dobu šířily a na počátku roku 2013 se situace zhoršila. Dne 25. března 2013 vyhlašovala Evropská trojka, tedy koalice Evropské unie, Evropské centrální banky a Mezinárodního měnového fondu, finanční "bail-out" pomoc v hodnotě 10 miliard EUR výměnou za to, že Kypr souhlasil s uzavřením druhé největší banky, Kyperské lidové banky. Kypřané museli souhlasit s vybráním všech nepojištěných vkladů a s pravděpodobně 40% nepojištěných vkladů Kyperské banky (největší obchodní banka na ostrově). Po nahrazení původního návrhu konečným návrhem by nemělo být postiženo žádné pojištění v hodnotě 100 000 EUR nebo méně. Poplatky za vklady přesahující 100 000 EUR byly nazvány "bail-in" záchranou, aby se odlišil od "bail-out" záchrany vládou. K "bail-inu" Kyperské banky došlo 28. dubna 2013.
Objevily se nějaké kontroverzní prvky, zejména s ohledem na počáteční plán, který zahrnoval příspěvky pojištěných vkladatelů, který byl prezidentem ECB Mariem Draghi označen jako "ne chytrý". Následujícího dne byl plán pozměněn tak, aby se týkal pouze nezajištěných vkladatelů a věřitelů.
V posledních letech bylo vynaloženo značné úsilí, aby největší banky měly k dispozici dostatečné množství nezajištěných závazků, které by tak mohly být použity na její záchranu.

## Témata
Z mnoha finančních "bail-out" pomocí, ke kterým v průběhu 20. století došlo, se objevily určité principy a ponaučení, které jsou konzistentní:
- Centrální banky by měly poskytovat půjčky, aby pomohly systému vyrovnat se s obavami z likvidity, pokud banky zrovna nemohou či nechtějí poskytovat půjčky podnikům nebo jednotlivcům.
- Insolventní instituce (osoby s nedostatečnými prostředky k zaplacení krátkodobých závazků nebo osoby s větším dluhem než majetkem) by měly mít možnost neuspět řádným způsobem.
- Skutečná finanční situace klíčových finančních institucí by měla být jasně pochopitelná audity nebo jinými prostředky. Rozsah ztrát a kvality aktiv by měl být znám a vykazován institucemi.[34]
- Banky, které jsou považovány za nepoškozené nebo za dostatečné k tomu, aby vydržely, ale vyžadují rekapitalizaci z finančních prostředků poskytovaných vládou, by měly být provedeny výměnou za vlastnické právo (jako je přednostní akcie, která v průběhu času obdrží hotovostní dividendu).[35]
- Vláda by měla mít vlastnický podíl v rozsahu, v jakém je poskytována pomoc daňovým poplatníkům, aby toho daňoví poplatníci mohli využít později. Jinými slovy, vláda se stává vlastníkem a pokud je znárodněná instituce později privatizována, může vláda získat finanční prostředky vydáním nových kmenových akcií veřejnosti.
- Zvláštní vládní subjekt může být užitečný pro správu programu (například Resolution Trust Corporation).

## Náklady
V roce 2000 Světová banka oznámila, že finanční pomoc "bail-out" v bankovnictví stojí v průměru 12,8% HDP:
Vlády, a tedy i daňoví poplatníci, vzali přímé náklady za kolaps bankovního systému na svá bedra. Tyto náklady byly velké: v našem vzorku 40 zemí vláda vynaložila v průměru 12,8% HDP na vyčištění svých finančních systémů.

## Kritika
Názory na existenci bailoutu jsou odlišné. Někteří tento jev nepodporují a stojí za názorem, že krachující firma by měla své fungování dokázat obnovit sama a nenechat zasahovat vnější zdroje. Bailout údajně také narušuje risk, který přirozeně vzniká se založením nové firmy a společnosti, které na bailout spoléhají, ztrácí dostatečnou motivaci snažit se zabránit krachu jen ze svých vlastních prostředků.
Další kritické názory spočívají v myšlence, že dochází k centralizaci byrokracie a administrativního systému, neboť vláda sama určuje, které firmy zanechá v insolvenci a které před úpadkem zachrání.
Paul Volcker, předseda Prezidentského poradního výboru pro hospodářskou obnovu Baracka Obamy, zastává názor, že firmy kvůli potenciální možnosti bailoutu netvoří dostatečné rezervy a opatření proti krachu a následně jejich finanční výdaje připadají k zaplacení daňovým poplatníkům. Volcker mluví o “morálním hazardu”. Ten nastává, když společnost volí jiné a často nedostatečně účinné strategie pro fungování firmy, pokud má firma zaručené pojištění nebo dostatečně vysokou pozici na trhu, či právě možnost bailoutu, než kdyby její funkce závisela jen čistě na dané firmě. Morální hazard může existovat v několika oblastech, například v pojišťovnictví, v bankovnictví, v měnové politice nebo ve správě majetku státu, kdy osoby, které majetek spravují, za něj nenesou hmotnou odpovědnost a neručí za jejich případnou ztrátu.
Americký politik Ronal Ernest Paul prosazuje myšlenku, že bailout spočívá v tom, že peníze bývají odebírány produktivním prosperujícím firmám a následně připisovány neúspěšným společnostem v insolvenci. Tvrdí, že příznivý a spravedlivý trh musí povolovat rozkvět i úpadek firem a nesmí do tohoto přirozeného procesu uměle zasahovat. V případě bailoutu údajně dochází k opaku a krachující firmy jsou obohacovány na úkor těch úspěšných.
V neposlední řadě se objevily také názory, že bailout má zásadní dopad na daňové poplatníky a vládu, která často v důsledku bailoutu zvyšuje státní dluh.
Na druhé straně stojí příznivci bailoutu, kteří jej považují za “nutné zlo”. Podle nich je nutné některé firmy zachovat i přes jejich neúspěšnost a zachovat jejich funkci při náročných ekonomických podmínkách. V potenciálním případě krachu firem “too big to fail” by došlo k masivnímu zvýšení nezaměstnanosti a k narušení ekonomiky v mnoha oblastech, případně i ke kolapsu finančního systému. Pojem “too big to fail” (česky “příliš velký, aby zkrachoval”) definuje takové společnosti, které nabízí zboží a služby, jež jsou považovány za základní potřeby lidstva a jsou nezbytné k zachování dobrých životních podmínek. Takové společnosti státy chrání před případným, byť velmi nepravděpodobným krachem.

## Případy
- Záchrana Irské banky

Úpadek irské banky v roce 2018 se podobal mnoha obdobným případům, ale lišil se tím, že se jednalo o první krach banky v této zemi, která byla členem eurozóny. Dopad byl natolik závažný, že bylo nutné vyžádat finanční pomoc od Evropské unie a Mezinárodního měnového fondu.
- Záchrana švédské banky

V letech 1991 a 1992 došlo k redukci tzv. realitní bubliny, čímž byla zapříčiněna úvěrová krize a platební insolvence banky.
Švédská vláda převzala bankovní dluhy, ale banka musela přepsat akcie vládě. Většině dosavadních držitelů akcií byli cenné papíry odebrány, držitelé dluhopisů ale nebyli dotčeni. Když byla znehodnocující se aktiva prodána, zisk obdrželi poplatníci a vláda mohla částečně nahradit ztrátu prodejem podílů ve společnostech ve veřejném sektoru.
Vláda se poté zaručila věřitelům všech 114 národních bank.
Poté byly ve Švédsku vytvořeny nové subjekty. Jeden dohlíží na instituce, které potřebují rekapitalizovat. Druhý byl založen za účelem prodeje aktiv, převážně na trhu s realitami, která banky držely jako záruku.
Bailout stál Švédsko zpočátku 4% hrubého domácího produktu, později cena klesla pod 2%.
Další případy bailoutu
- 1970 – bailout pro dopravní společnost Penn Centrail Railroad
- 1971 – bailout pro leteckou společnost Lockheed corporation
- počátek 80. let 20. století – záchrana společnosti Chrysler Corporation v USA
- 80. – 90. léta 20. století – finanční pomoc pro Federální společnost pojištění vkladů od federální vlády
- 1995 – mexický bailout
- 1997 – bailout v Indonésii
- 1998 – brazilský bailout
- 2000 – argentinský bailout
- 2008 – záchranný bankovní finanční balíček v hodnotě 500 milionů liber, Velká Británie
- 2008 – záchrana mnoha velkých amerických firem, například Goldman Sachs, Citigroup, General Motors
- 2008 – záchrana Royal Bank ve Skotsku
- 2009 – Dubai a Dubai World poskytla finanční pomoc městu Abu Dhabi
- Dluhová krize v Řecku